# Signe A. Mannov
Signe Anastassia Mannov (født 23. september 1977) er en dansk skuespillerinde.
Mannov er uddannet fra Skuespillerskolen ved Odense Teater i 2007 og har bl.a. haft roller ved BaggårdTeatret i Svendborg. Hun spiller desuden rollen som Grethe Bartram i teaterstykket "Besættelse" på Svalegangen i Århus i 2010-2011.

## Filmografi

### Film
| År   | Titel                       | Rolle                       | Noter |
| ---- | --------------------------- | --------------------------- | ----- |
| 2003 | Til højre ved den gule hund | Josephine                   |       |
| 2010 | Min bedste fjende           | matematiklærerindens stemme |       |
| 2011 | Alle for én                 | Helle                       |       |
| 2016 | Flaskepost fra P            | Mona                        |       |

### Tv-serier
| År        | Titel         | Rolle                   | Noter      |
| --------- | ------------- | ----------------------- | ---------- |
| 2003-2006 | Krøniken      | Metha, Haslunds kæreste | afsnit 7-8 |
| 2008      | Maj & Charlie | Malou                   |            |
| 2009      | Blekingegade  | Kirsten                 | afsnit 1-2 |
| 2010      | Tung Metal    | Susan                   |            |